# Антонио Чеки
Антонио Чеки (на италиански: Antonio Cecchi) е италиански флотски офицер, изследовател на Африка.

## Биография
Роден е на 18 януари 1849 година в Пезаро, Италия. Завършва средно образование в родния си град, а след това военноморското училище в Триест и Венеция със златен медал.
През 1876 е зачислен в италианската експедиция на Орацио Антинори в Етиопия. През 1878 Чеки, заедно с Джузепе Киярини провеждат пътешествие в областта Кафа в Югозападна Етиопия, където дотогава са пребивавали само братята д`Абади и мисионера Гулиелмо Масая. Като преминават от областта на горното течение на река Аваш в басейна на река Омо двамата италиански изследователи достигат северните части на Кафа в района на откритата от тях река Годжеб (десен приток на Омо) и след това вододела между реките Омо и Собат. В областта Гера на север от Кафа, район на действие на френския католически мисионер Леон Аваншер, те са задържани като вражески агенти. През октомври 1879 Киярини умира, а Чеки пребивава в плен повече от година, като впоследствие е освободен и се завръща в италианската база.
Изследователската му дейност приключва през 1881 и е описана в тритомния му труд „Da Zeila alle frontiere di Caffa“ (Vol. 1 – 3, Roma, 1886 – 1887; в превод „От Зейла до границите на Кафа“), който труд съществено попълва знанията за природата и населението на южните части на Етиопия, но не разрешава някои сериозни географски проблеми, в т.ч. ключовия за дадения район – проблема на река Омо.
През 1885 Чеки е част от италианска военна експедиция до Масава, Сомалия, начело с полковник Танкреди Салета. На 26 ноември 1896 година в Lafolé, по време на пътуване до вътрешните райони на Сомалия, той е убит заедно с командира и други четиринадесет моряци.